# Terratrèmols de Turquia, Síria i el Kurdistan del 2023
Els Terratrèmols de Turquia, Síria i el Kurdistan del 2023 del 6 de febrer foren dos potents terratrèmols que van sacsejar el sud i el centre de Turquia.
El primer terratrèmol es va produir a l'oest de la ciutat de Gaziantep a les 04:17 hora local (01:17 UTC), causant danys generalitzats a Turquia i Síria, en ple Kurdistan. Amb una intensitat de Mercalli màxima de IX (Violent) i una magnitud de 7,8 (Mw: escala de magnitud del moment) es considera, junt amb el terratrèmol d'Erzincan de 1939, el més fort registrat a Turquia des que se'n tenen dades, tot i que el terratrèmol d'Anatòlia del Nord de 1668 podria haver estat més fort. També és el terratrèmol més devastador que ha afectat el país des del terratrèmol d'Izmit de 1999. El terratrèmol va anar seguit de nombroses rèpliques, la més forta de les quals va tenir una magnitud de 6,7.
El segon terratrèmol es va produir 9 hores després amb epicentre a Ekinözü, també a la província de Maraix a les 13:24 hora local (10:24 UTC), amb una intensitat màxima de Mercalli també de IX i una magnitud de 7,5. El 20 de febrer següent es va produir una forta rèplica de magnitud 6,8 a la ciutat d'Uzunbag (província de Hatay), seguit 3 minuts després d'una altra de 5,8 a Samandağ, també a Hatay.
Com a conseqüència dels terratrèmols, a 1 de març com a mínim 51.860 persones s'havien mort (45.000 a Turquia i 6.760 a Síria). El dia 14 de febrer, 201 hores després del primer sisme, encara es va aconseguir rescatar amb vida algunes persones de sota les runes.
Es calcula que globalment els danys econòmics foren de 84.100 milions de dòlars, amb l'afectació d'una àrea de més de 350,000 km² (equivalent a unes 12 vegades l'extensió de Bèlgica). Només a Turquia, un total de 14 milions de persones van resultar afectades, un milió i mig de les quals van perdre la llar.
Arran de les imatges que van anar apareixent en els mitjans, d'edificis complement ensorrats, amb les plaques de formigó apilades, al costat d'edificis dempeus, es va fer avinent que el govern turc havia permès el 2018 regularitzar l'incompliment de la llei d'edificació vigent simplement pagant unes taxes addicionals, que globalment havien permès ingressar a l'estat turc més de 4.000 milions d'euros. El malestar es feu més gran quan la tarda del dia 8 de febrer l'accés a Twitter fou blocat per 2 de les 3 operadores existents, mentre que la tercera el va alentir.

## Configuració tectònica

### Geologia

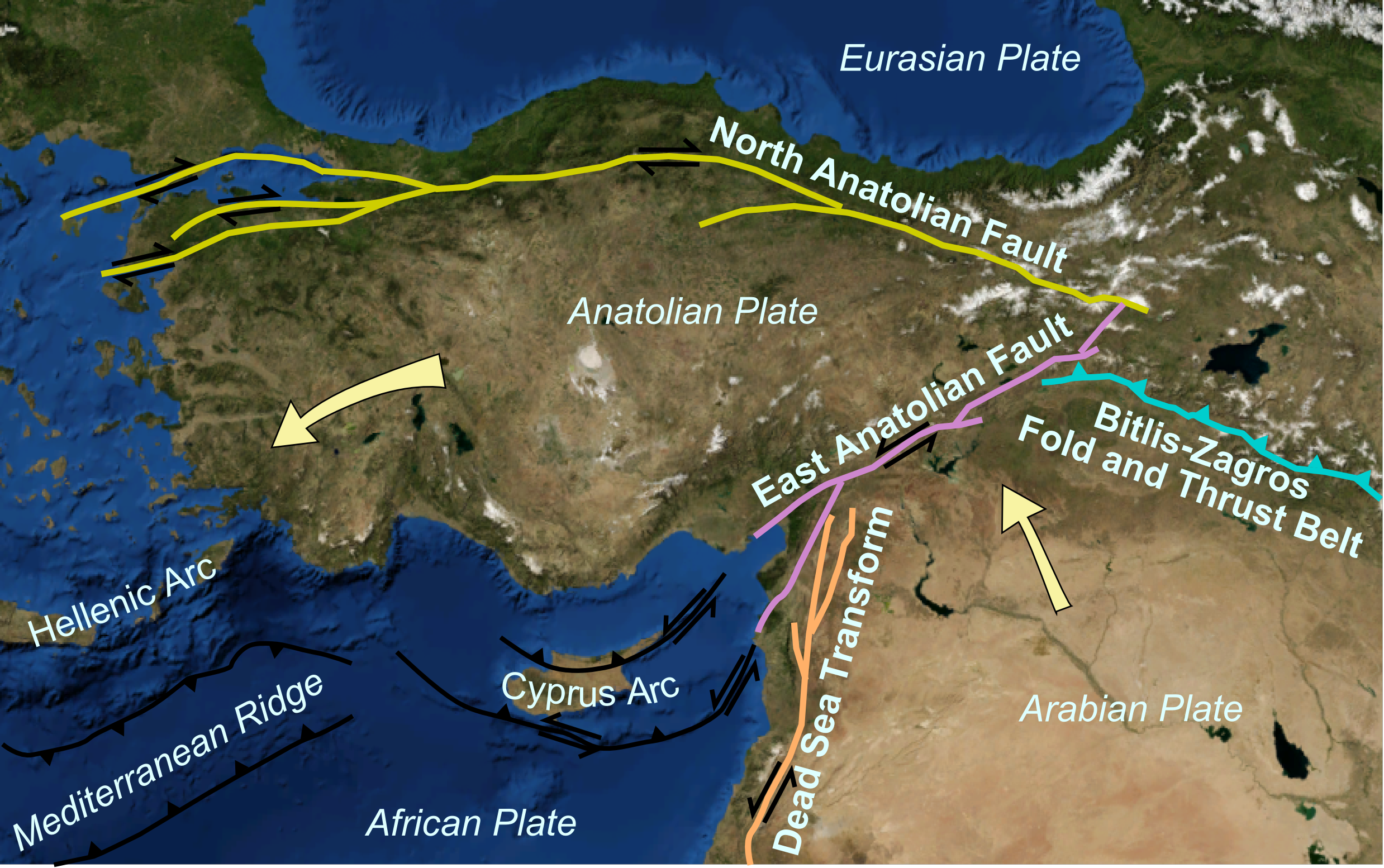
Mapa de la placa d'Anatòlia, amb la falla d'Anatolia oriental.

La localització preliminar del terratrèmol el situa a les proximitats de la triple cruïlla de Maraix entre les plaques d'Anatòlia, àrabiga i africana. El mecanisme i la ubicació del terratrèmol són compatibles d'haver-se produït tant a la zona de la falla d'Anatòlia oriental com a la zona de la falla transformant de la Mar Morta (o falla de Llevant). La falla d'Anatòlia oriental empeny Turquia cap a l'oest vers el mar Egeu, mentre que la transformant de la Mar Morta ho fa cap al nord de la península aràbiga, en relació amb les plaques d'Àfrica i Euràsia.
La falla d'Anatòlia Oriental és d'uns 700 km, i limita amb les plaques d'Anatòlia i aràbiga. La falla mostra taxes de lliscament que van des dels 10 mm per any a l'est fins als 1–4 mm per any a l'oest. La falla ha produït grans terratrèmols el 1789 (M 7,2), 1795 (M 7,0), 1872 (M 7,2), 1874 (M 7,1), 1875 (M 6,7), 1893 (M 7,1) i 2020 (M 6,8). Aquests terratrèmols van trencar segments individuals de la falla. Els segments de Palu i Pütürge, sísmicament actius a l'est, mostren un període de retorn d'uns 150 anys per a terratrèmols M 6,8–7,0. Els segments de Pazarcık i Amanos a l'oest tenen intervals de recurrència de 237–772 anys i 414–917 anys, respectivament, per a terratrèmols M 7,0–7,4.

### Sismicitat
La regió on es va produir el terratrèmol del 6 de febrer és relativament tranquil·la des del punt de vista sismològic. Només s'han produït tres terratrèmols de magnitud 6 o superior en un radi de 250 km des de 1970. El més important d'ells, d'una magnitud de 6,7, es va produir al nord-est del terratrèmol del 6 de febrer del 24 de gener de 2020. Tots aquests terratrèmols es van produir al llarg o als voltants de la falla d'Anatòlia Oriental. Malgrat la relativa quiescència sísmica de l'àrea epicentral del 6 de febrer, el sud de Turquia i el nord de Síria han experimentat terratrèmols significatius i greus en el passat. Alep, a Síria, va ser devastada diverses vegades històricament per grans terratrèmols, encara que només es poden estimar les ubicacions i magnituds aproximades d'aquests terratrèmols. Alep va ser colpejat per un terratrèmol de magnitud estimada 7,1 el 1138 i un terratrèmol de magnitud estimada 7,0 el 1822. Les estimacions de mortalitat del terratrèmol de 1822 van ser de 20.000 a 60.000.

## Esdeveniments sísmics

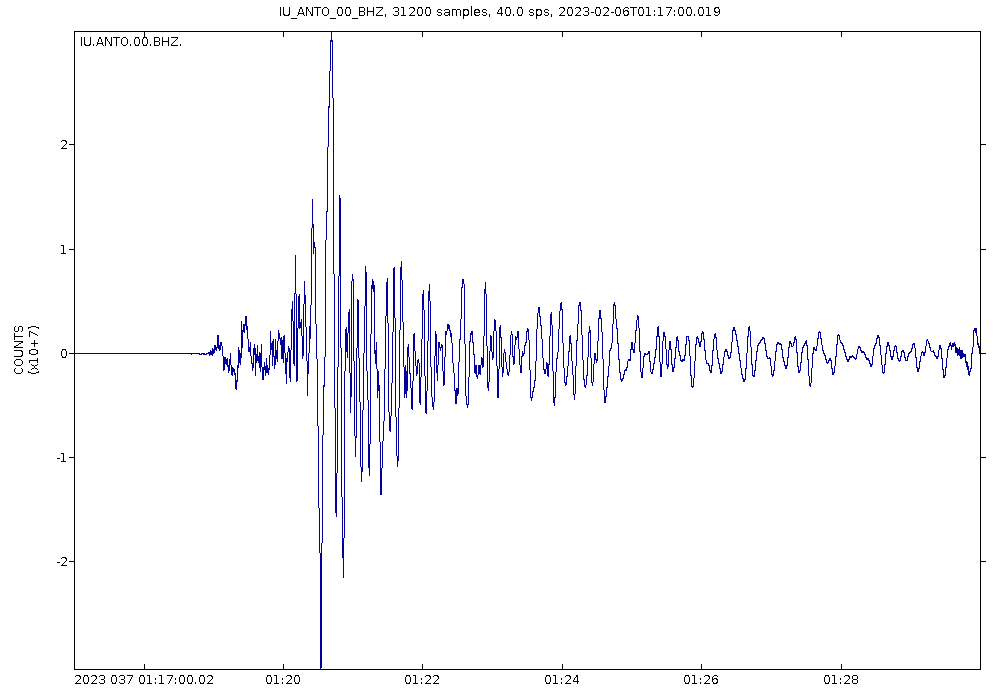
Sismograma del terratrèmol M 7,8

### Terratrèmols
El Servei Geològic dels Estats Units (USGS) va mesurar el primer terratrèmol amb una magnitud del moment 7,8, produint-se a les 01:17 UTC. Tenia l'epicentre a Pazarcık, a l'oest de Gaziantep, a la província de Maraix, que es troba prop de la frontera amb Síria. El xoc va tenir un mecanisme focal corresponent a una falla de lliscament poc profund. L'USGS va estimar una dimensió de ruptura d'uns 190 km de llarg i uns 25 km d'amplada. És el més fort registrat mai a Turquia, junt amb el terratrèmol d'Erzincan de 1939.
Un segon terratrèmol de M 7,5 va produir-se a les 10:24 UTC amb epicentre 4 km al sud-sud-est d'Ekinözü, també a la província de Maraix. L'USGS va dir que el terratrèmol podria haver trencat una falla d'unes dimensions de 120 km de llarg i 18 km d'ample.

### Rèpliques
El primer terratrèmol va tenir una rèplica de M 6,7 que es va produir uns 11 minuts després del sisme principal. Un terratrèmol de M 7,5 va afectar la mateixa zona 9 hores després. Hi va haver 25 rèpliques de magnitud 4 o més detectades en les 6 hores posteriors al primer tremolor, d'acord amb l'USGS. En les 12 hores posteriors, la Presidència de Gestió de Desastres i Emergències turca va detectar-ne més de 120. 3 de les rèpliques dels dos terratrèmols van superar la magnitud M 6,0.
Un científic del Centre de Recerca de Sismologia d'Austràlia va dir que es pot esperar que les rèpliques de petita magnitud continuïn durant un any. No obstant això, les rèpliques que poden causar fortes sacsejades podrien continuar durant els dies o setmanes posteriors al xoc principal.
De fet, entre el primer sisme i les 10:00 UTC es van produir un total 1.135 rèpliques de diferents magnituds.
El 20 de febrer següent es va produir una forta rèplica de magnitud 6,8 a la ciutat d'Uzunbag (província de Hatay), seguit 3 minuts després d'una altra de 5,8 a Samandağ, també a Hatay.

### Alerta de tsunami
Es van registrar petites onades de tsunami a la costa de Famagusta, Xipre, sense danys, segons el Departament d'Ensenyament Geològic.
El Departament de Protecció Civil d'Itàlia va emetre una alerta, que després es va retirar, informant del risc de possibles onades de tsunami a les costes de Sicília, Calàbria i Pulla. Es va aconsellar als residents costaners de les regions esmentades que fugissin a terrenys més elevats i seguissin les indicacions de les autoritats locals, mentre que l'operador estatal de trens Trenitalia va suspendre temporalment els serveis ferroviaris a les zones, que es van reprendre més tard el mateix matí.

## Danys i víctimes

### Turquia

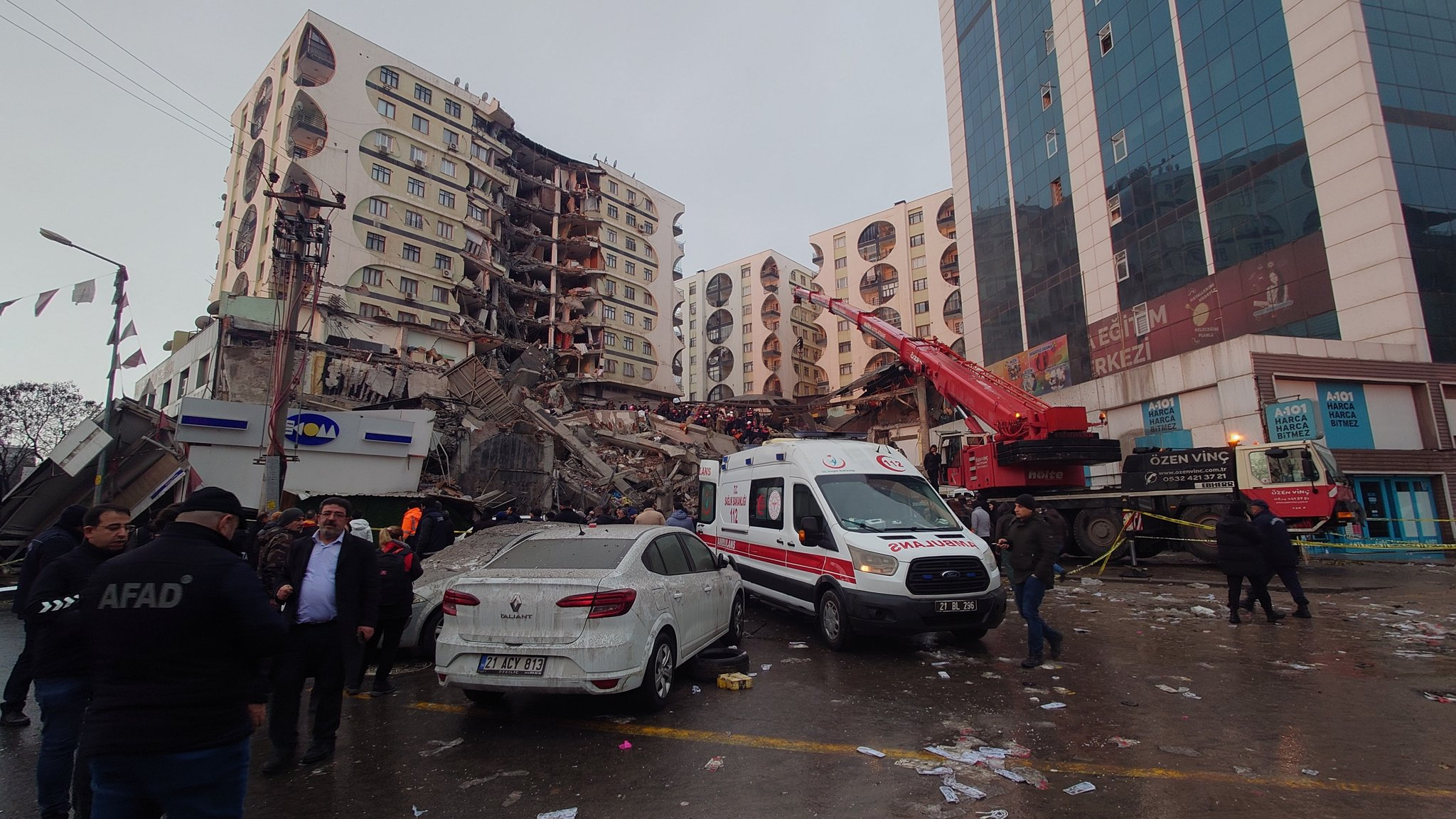
Destrucció del Centre de Negocis Galeria a Diyarbakır.

A Turquia, almenys 29.605 persones en 10 províncies van morir i 64.000 més van resultar ferides. Algunes persones que es van quedar atrapades sota les runes van demanar ajuda a les xarxes socials. Abans del terratrèmol de magnitud 7,5 que va afectar Maraix, es van confirmar almenys 70 morts a la ciutat.
En total, uns 6.217 edificis es van ensorrar a deu províncies de Turquia. Molts edificis van ser destruïts a Adıyaman i Diyarbakır. A Diyarbakır, un centre comercial es va ensorrar. El governador de la província d'Osmaniye va dir que s'hi havien ensorrat 34 edificis.
També es van produir uns 130 esfondraments d'edificis a Malatya. Una coneguda mesquita del segle XIII a la província es va ensorrar parcialment. L'antic castell de Gaziantep va resultar greument danyat. Es van produir incendis per tota la regió.
A Adana, dos edificis d'apartaments, un d'ells de 17 pisos, es van ensorrar i van matar almenys deu persones.
A la província d'Hatay, la pista de l'aeroport de Hatay es va partir i elevar. Dos hospitals provincials i una comissaria de policia van ser destruïts, i un gasoducte va esclatar.

#### La polèmica d'una llei turca d'edificació que no es va complir
Arran de les imatges que van anar apareixent en els mitjans, d'edificis complement ensorrats, amb les plaques de formigó apilades, al costat d'edificis dempeus, es va fer avinent que el govern turc havia permès el 2018 complir la llei d'edificació vigent simplement pagant unes taxes addicionals, que globalment havien permès ingressar a l'estat turc un total de més de 4.000 milions d'euros.
Després del terratrèmol de 1999, quan van morir més de 17.000 persones i un milió van quedar sense casa, el govern turc va endurir la normativa. El 2018 però la majoria no havia complert encara, i es va procedir a la legalització de més de 13 milions de construccions a canvi d'una taxa especial. Erdogan va evitar donar explicacions i va retreure als mitjans que traguessin el tema enmig d'un desastre com el que va succeir. Va acusar l'oposició d'oportunista, atès que el juny de 2023 estaven previstes eleccions presidencials a Turquia.
Això va coincidir en el temps amb el fet que la tarda del 8 de febrer, 2 de les 3 operadores turques havien blocat l'accés a Twitter, mentre que la tercera el va alentir.
El dia 12, el govern turc havia detingut ja una desena de constructors i promotors que s'haurien enriquit a costa de l'incompliment de la normativa en allò relatiu a la resistència davant de terratrèmols.

### Síria
Almenys 4.500 persones van morir i més de 5.235 van resultar ferides a Síria. El Ministeri de Salut de Síria va registrar 1.340 morts relacionades amb el terratrèmol i 2.285 ferits a zones controlades pel govern, a les províncies d'Alep, Latakia, Hama i Tartús. A les zones controlades pels rebels, 2.037 persones van morir i 2.950 més van resultar ferides, segons Defensa Civil Siriana (Cascs Blancs). Al poble d'Atmed van morir 11 persones i molts veïns van quedar soterrats. El president de la Societat Mèdica Sírio-Americana, Amjad Rass, va dir que les sales d'urgències dels hospitals estaven plenes de ferits. A la Governació d'Idlib, un sol hospital va rebre 30 cadàvers.
El grup opositor Defensa Civil Siriana va qualificar de "desastrosa" la situació a la part nord-oest que controla del país, amb 360 edificis complement ensorrats i més d'un miler amb greus afectacions. Es van produir col·lapses a les ciutats d'Alep, Latàkia i Hama. A Damasc, moltes persones van sortir als carrers. Molts edificis a Síria ja havien estat danyats per una guerra civil que va durar gairebé 12 anys. El castell de Margat, construït pels croats, va patir danys, amb part d'una torre i parts d'algunes muralles esfondrades. La Ciutadella d'Alep també es va veure afectada.
Més de 5,3 milions de persones van quedar sense llar a Síria. La situació a la zona controlada per l'oposició al govern fou més crítica, atès que amb prou feina hi va poder entrar ajut humanitari. El dia 14 de febrer, 14 metges sirians residents als EUA van poder entrar a la regió per ajudar a les víctimes.

### Altres països
Després de 48 hores, ja s'havien identificat diverses desenes de víctimes estrangeres, entre elles 65 palestins, tant a Síria com a Turquia. També es van produir víctimes d'altres nacionalitats, en molta menor mesura, com del Líban, Països Baixos, Moldàvia, Geòrgia, EUA, Indonèsia, Ucraïna, Azerbaijan, Uzbekistan i el Marroc.
Al Líban, molts residents van desvetllar-se pels tremolors. Els edificis del país van tremolar fins a 40 segons. A Beirut, els residents van sortir de les seves cases i es van quedar als carrers o van fugir en els seus vehicles per allunyar-se dels edificis. En general, els danys al Líban van ser limitats, amb alguns edificis afectats a les ciutats d'El Minniyeh, El Mina i Bourj Hammoud. D'entrada, però, no s'hi van registrar víctimes.
El terratrèmol també es va sentir a Xipre. El Centre Sismològic Europeu-Mediterrani va explicar que el tremolor es va sentir a Grècia, Jordània, Israel, Iraq, Geòrgia, Armènia, Egipte i Romania. A l'Iraq i a la Regió Autònoma del Kurdistan, molts residents es van quedar a l'aire lliure mentre esperaven que s'anunciés que era segur tornar a casa seva. Hores més tard es va produir una rèplica i va provocar l'evacuació d'edificis. En un principi, no s'hi van registrar tampoc morts ni ferits.

### Estimació de víctimes
Segons un professor de geofísica de l'Observatori Kandilli, el nombre de morts podria ser similar al del terratrèmol d'İzmit de 1999, en què van morir 18.373 persones. El servei PAGER del Servei Geològic dels Estats Units va estimar una probabilitat del 35 per cent de pèrdues econòmiques d'entre 1.000 milions i 10.000 milions de dòlars. El servei estimava una probabilitat del 34 per cent de morts entre 100 i 1.000; 31 per cent de probabilitat de morts entre 1.000 i 10.000. Mentrestant, Risklayer va estimar un nombre de morts d'entre 5.200 i 48.500 i una pèrdues econòmiques d'uns 20.000 milions de dòlars.

## Resposta

### Turquia
El president Recep Tayyip Erdoğan va dir a Twitter que "els equips de recerca i rescat es van enviar immediatament" a la zona afectada. El ministre de l'Interior, Süleyman Soylu, va instar els residents a abstenir-se d'entrar als edificis danyats. El govern nacional va declarar un "nivell quatre d'alerta" (el màxim en la seva escala) i van demanar ajuda internacional. El dia 7 de febrer va declarar l'estat d'emergència durant 3 mesos.
En un comunicat oficial, el ministre de Joventut i Esports, Mehmet Kasapoğlu, va anunciar que tots els campionats nacionals se suspendrien amb efecte immediat, fins a noves indicacions.
Els serveis d'emergència a Turquia es van afanyar a buscar supervivents atrapats sota molts edificis ensorrats. Almenys 7.340 persones van ser rescatades de les runes. A Adana, es podia escoltar la gent cridant des de sota les runes. Grues i equips d'emergència a Diyarbakir van atendre un edifici d'apartaments esfondrat. Les Forces Armades turques van establir un corredor aeri per permetre als equips de recerca i rescat arribar a les zones del desastre el més ràpidament possible.
Les males condicions meteorològiques, com ara la neu, la pluja i les temperatures sota zero, van dificultar els esforços de recerca i rescat realitzats pels treballadors d'emergències i els civils. Els socorristes i els voluntaris portaven roba d'hivern mentre buscaven supervivents.

### Síria
El grup opositor al règim sirià, Defensa Civil de Síria (coneguda també per "Cascos Blancs"), va qualificar la situació de "desastrosa" i va instar els residents a deixar els edificis i romandre a l'aire lliure. L'organització va declarar l'estat d'emergència no oficial. Els mitjans de comunicació sirians van informar d'un gran nombre d'edificis esfondrats a la governació d'Alep, al nord, així com diversos a la ciutat de Hama. A Damasc, moltes persones van sortir de casa seva cap el carrer. El Centre Nacional de Terratrèmols va dir que el terratrèmol era "el terratrèmol més gran registrat" en la seva història operativa. Segons SANA, l'agència estatal de notícies, el president Baixar al-Àssad va mantenir una reunió d'urgència amb el seu gabinet per organitzar un pla de rescat a les regions més afectades.
El 8 de febrer al matí, el govern de Síria va demanar formalment a la Unió Europea que activés el seu mecanisme de protecció civil. Fins aleshores Síria ho havia evitat, i la UE s'havia limitat a canalitzar el suport a través de les organitzacions humanitàries que treballen a la zona controlada per l'oposició.

### Comunitat internacional
Diverses ONG treballaven al llocs dels fets i van mobilitzar persones i recursos, com ara Save The Children, Metges Sense Fronteres i Aldees Infantils. Un mínim de 70 estats van oferir ajuda al govern d'Ankara.

### Conseqüències
Les mesquites a Turquia es van utilitzar com a refugi per a persones que no podien tornar a casa seva enmig d'unes temperatures gèlides. El valor de la lira turca va assolir un mínim històric i les borses turques van caure.
El 10 de febrer el Partit dels Treballadors del Kurdistan (PKK) va anunciar un alto el foc unilateral a Turquia.